# 11154 Kobushi
11154 Kobushi è un asteroide della fascia principale. Scoperto nel 1997, presenta un'orbita caratterizzata da un semiasse maggiore pari a 2,3165500 UA e da un'eccentricità di 0,1084620, inclinata di 5,15271° rispetto all'eclittica.